# Ovonramwen
Ovonramwen, död 1914, var Oba, monark, i Kungariket Benin mellan 1888 och 1897.